# Aarresaari (näs i Kankarisvesi)
Aarresaari är en liten halvö eller näs i utkanten av Jämsänkoski tätort i Finland. Den ligger i sjön Kankarisvesi och i kommunen Jämsä i den ekonomiska regionen  Jämsä ekonomiska region och landskapet Mellersta Finland, i den södra delen av landet, 200 km norr om huvudstaden Helsingfors. Det finns Jämsäs lokalmuseet i Aarresaari.